# Заберезинский, Ян Янович
Ян Янович Заберезинский (ок. 1480 — 1538) — государственный деятель Великого княжества Литовского, наместник волковысский и кричевский, маршалок господарский (1506—1516), воевода новогрудский (1509—1530), наместник дрохичинский (1514), маршалок великий литовский (1522—1538), воевода трокский (1531—1538).

## Биография
Представитель шляхетского рода Заберезинских герба «Лелива». Сын воеводы трокского и маршалка великого литовского Яна Юрьевича Заберезинского (ок. 1440 — 1508), и Анны Николаевны Носуты.
Занимал ряд важных должностей в Великом княжестве Литовском. В 1509—1530 годах — воевода новогрудский. В 1522 году Ян Заберезинский был назначен маршалком великим литовским, а в 1531 года получил должность воеводы трокского.
В 1529 году Ян Янович Заберезинский из своих владений выставил 197 вооруженных всадников в литовское шляхетское ополчение.

## Семья и дети
Был дважды женат. Его первой женой стала Барбара Кезгайло, дочь гетмана великого литовского и каштеляна виленского Станислава Кезгайло (ок. 1451 — 1527). В приданое получил имения в Ошмянском повете. Вторично женился на Софии Радзивилл, дочери канцлера великого литовского и воеводы виленского Николая Радзивилла (ок. 1470 — 1521).
Дети:
- Ян Янович Заберезинский (ок. 1510 — ок. 1545), маршалок дворский
- Анна Заберезинская, 1-й муж дворянин господарский Фёдор Сапега (ум. до 1548), 2-й муж — воевода трокский, князь Стефан Збаражский (ок. 1518 — 1585).